# Jim Kiick
Jim Kiick (9 de agosto de 1946 — 20 de junho de 2020) foi um jogador profissional de futebol americano estadunidense

## Carreira
Kiick foi campeão da temporada de 1973 da National Football League jogando pelo Miami Dolphins.

## Morte
Morreu no dia 20 de junho de 2020, aos 73 anos.